# Caryanda paravicina
Caryanda paravicina är en insektsart som först beskrevs av Willemse, C. 1925.  Caryanda paravicina ingår i släktet Caryanda och familjen gräshoppor. Inga underarter finns listade i Catalogue of Life.